# Gesellschaft für Geschiebekunde
Die am 6. Oktober 1984 gegründete Gesellschaft für Geschiebekunde e.V. (GfG) hat es sich zum Ziel gesetzt, die Geschiebeforschung zu fördern, indem sie Wissenschaftler und Laien zusammenführt, eigene Veröffentlichungen herausgibt und den Aufbau des Archivs für Geschiebekunde in Hamburg, sowie das Deutsche Archiv für Geschiebeforschung in Greifswald unterstützt. Seit 1985 erscheint die wissenschaftliche Fachzeitschrift Geschiebekunde aktuell.
Nachdem im Dezember 1989 das Sonderheft 1 und im Januar 1990 das erste Heft der neuen Fachzeitschrift Archiv für Geschiebekunde erschienen, verfügt die Gesellschaft heute über eine breite Publikationspalette. Im Tausch mit diesen Veröffentlichungen und durch Schenkungen konnte eine eigene Bibliothek aufgebaut werden, die jedem Mitglied zur Verfügung steht. Die Herausgeberschaft der Fachzeitschriften obliegt seit 2013 Ingelore Hinz-Schallreuter. 
Die Gesellschaft hat etwa 400 Mitglieder, die sich in verschiedenen Sektionen organisieren.

## Archiv für Geschiebekunde
Das Archiv für Geschiebekunde wurde am 25. April 1988 von der Universität Hamburg gegründet und ist verwaltungstechnisch dem Geologisch-Paläontologischen Institut und Museum angeschlossen. 
Es besteht aus Teilen dessen Geschiebesammlung, Schenkungen sowie eigenen Fundstücken. Außerdem steht die Fachbibliothek von Kurt Hucke (1882–1963) zur Verfügung. Eine Wanderausstellung zeigt die erdgeschichtliche Bandbreite der im Geschiebe möglichen Funde.

## Jahrestagung
Auf der jeweils Ende April stattfindenden Jahrestagung finden sich Mitglieder und Interessierte an wechselnden Tagungsorten zusammen. In der Regel findet bereits am Freitag ein öffentlicher Abendvortrag statt. Der Samstag ist von etlichen Vorträgen zu sämtlichen geschiebekundlichen Themen geprägt, welcher mit Mitgliederversammlung endet. Am Sonntag finden üblicherweise 2 verschiedene Exkursionen in das jeweilige Umland des Tagungsortes statt. 

## Publikationsorgane

### Geschiebekunde aktuell [Ga]
Dies sind die Mitteilungen der GfG mit Artikeln zu verschiedenen Geschiebethemen, Referaten, Buchbesprechungen, Terminankündigungen und Fundberichten. Jedes Jahr erscheinen 4 Hefte mit jeweils 40 Seiten, die jedes Mitglied kostenlos erhält.

### SonderhefteGeschiebekunde aktuell
Jedes Sonderheft behandelt ein geschlossenes Thema. Sie erscheinen in loser Reihenfolge und werden an die Mitglieder (Vorträge, Ausstellungen etc.), Medienschau und zu einem Sonderpreis verkauft.
- SH 1 (1989): Das Ordovizium des Siljangebietes (H.-W. Lienau)
- SH 2 (1990): Geschiebe - Boten aus dem Norden (Hrsg. H.-W. Lienau)
- SH 3 (1993): Exkursionsführer zur Geologie des Kreises Herzogtum Lauenburg (H.-J. Lierl)
- SH 4 (1994): Exkursionsführer zur Quartärgeologie des nordöstlichen Niedersachsen (K.-D. Meyer)
- SH 5 (1999): Die größten Findlinge in Niedersachsen (K.-D. Meyer)
- SH 6 (2005): Die größten Findlinge in Dänemark (K.-H. Krause)
- SH 7 (2009): Beiträge zur Geschiebekunde Schleswig-Holsteins (Hrsg. R. Schallreuter)
- SH 8 (2010): Beiträge zur Geschiebekunde Mecklenburg-Vorpommerns (Hrsg. R. Schallreuter)
- SH 9 (2011): Festschrift Klaus-Dieter Meyer (Hrsg. R. Schallreuter)

### Archiv für Geschiebekunde [AfG]
Archiv für Geschiebekunde ist vorgesehen für Arbeiten aus dem 1936 gegründeten Deutschen Archiv für Geschiebeforschung am Institut für Geologische Wissenschaften der Ernst-Moritz-Arndt-Universität Greifswald und dem 1988 gegründeten Archiv für Geschiebekunde am Geologisch-Paläontologischen Institut und Museum der Universität Hamburg und für mit deren Aufgaben in Zusammenhang stehende Veröffentlichungen. Es wird herausgegeben von der erstgenannten Institution und erscheint seit 1990. Mehrere in zwangloser Folge erscheinende Hefte werden zu einem Band vereinigt.